# Манарини (Анкона)
Манарини је насеље у Италији у округу Анкона, региону Марке.
Према процени из 2011. у насељу је живело 56 становника. Насеље се налази на надморској висини од 154 м.